# Latorica
Latorica (ukr. Латориця, Łatorycia, węg. Latorca) – rzeka w dorzeczu Dunaju, przepływająca przez Ukrainę i Słowację. Długość 188 km, z tego 156,6 km na Ukrainie i 31,4 km na Słowacji (inne źródła podają 204 km). Powierzchnia zlewni wynosi 3 128,9 km², z tego 94% na Ukrainie, 6% na Słowacji. Średni roczny przepływ mierzony na wysokości miasta Czop wynosi 37 m³/s.
Źródła Latoricy znajdują się na wysokości 850 m n.p.m., na południowych stokach Beskidów Połonińskich pod Połoniną Kozacką. Jeszcze jako górski potok Latorica płynie na południe, następnie w mieście Swalawa zmienia kierunek na południowo-zachodni i przełamuje się przez pasmo wulkaniczne. Następnie przepływa przez Mukaczewo, wypływa na Nizinę Zakarpacką i zmienia kierunek na zachodni. Tutaj rzeka nabiera charakteru nizinnego, jej bieg staje się kręty i meandrowaty. Na tym odcinku przyjmuje prawobrzeżny dopływ Starą i lewobrzeżny – Koropiec. W dalszym biegu Latorica mija od północy Czop (w tym miejscu zbliża się do Cisy na odległość kilku kilometrów), po czym koło miejscowości Sołomonowo przecina granicę ukraińsko-słowacką. Tu przyjmuje swój największy dopływ – Laborec, zmienia kierunek na południowo-zachodni i po kilku kilometrach, koło wsi Zemplín, łączy się z Ondavą, tworząc rzekę Bodrog.
Na odcinku od źródeł rzeki do Mukaczewa doliną Latoricy biegnie najważniejsza droga łącząca Ukrainę Zakarpacką z resztą Ukrainy – droga krajowa M06 (międzynarodowa E50). Na odcinku od Mukaczewa do Swalawy doliną tą poprowadzono również linię kolejową. Doliną Latoricy biegnie także rurociąg naftowy. Wycieki ropy z tego rurociągu są największym zagrożeniem dla środowiska i dla czystości wód rzeki.
Rzeka nie jest używana do żeglugi, natomiast jej wody są użytkowane do nawadniania oraz na potrzeby przemysłu i gospodarstw domowych.